# Richland Parish
Richland Parish is een parish in de Amerikaanse staat Louisiana.
De parish heeft een landoppervlakte van 1.446 km² en telt 20.981 inwoners (volkstelling 2000). De hoofdplaats is Rayville.
Meta koos in 2024 grond in Richland Parish tussen Rayville en Delhi voor de bouw van een extreem groot datacenter dat een AI training-cluster, Hyperion, zal huisvesten op een gebied van 9,1 km² met 37 hectare datacenterruimte. De werken, geschat op 10 miljard Amerikaanse dollar startten in 2025 aan een datacenter met 1,3 miljoen NVIDIA Blackwell DGX GB200/300 GPU-processors, met een kracht van meer dan 7 miljard TFLOPS (7 zettaFLOPS) en een elektrisch vermogen van 1,5 Gigawatt na de afwerking van de eerste fase in 2027, 2 Gigawatt in 2030 en tot 5 Gigawatt bij voltooiing van de bouwwerken. Meta voorziet hierbij 1,5 GW aan hernieuwbare energiecentrales, 2,26 GW aan nieuwe  gascentrales en in de jaren 2030 een nieuwe kerncentrale met een vermogen tussen de 1 en 4 GW.

## Bevolkingsontwikkeling

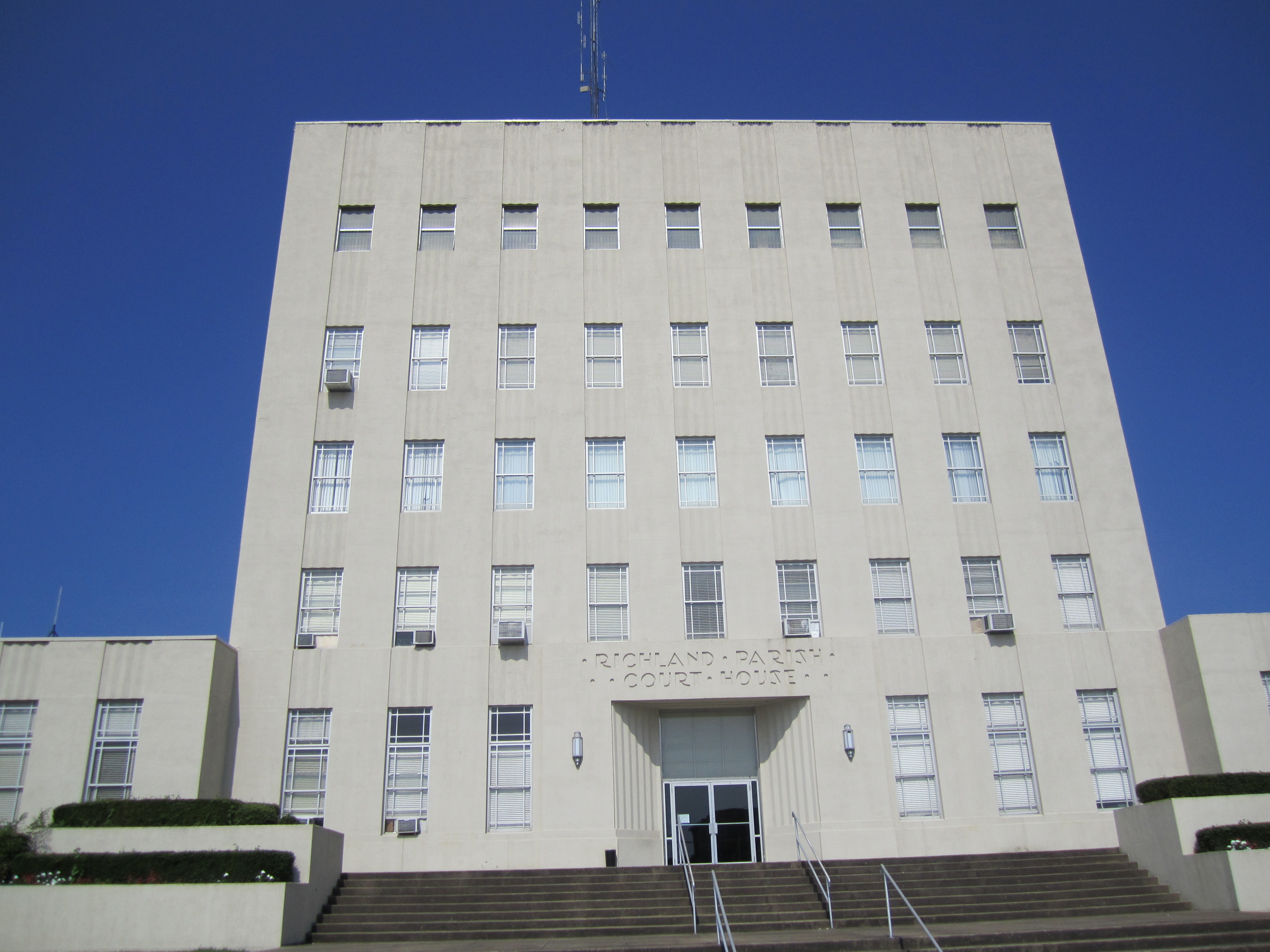
Richland Parish Courthouse